# Kh-101
Il Kh-101 (in cirillico: Х-101, nome in codice NATO: AS-23a Kodiak) è un missile da crociera stealth subsonico di fabbricazione russa, sviluppato da MKB Raduga a partire dagli anni novanta ed entrato in servizio presso l'aeronautica militare della Federazione Russa nel 2012 per equipaggiare vettori strategici quali i Tu-95MS, Tu-22M3 e Tu-160M.
Progettato per colpire obiettivi posti a grandi distanze in volo radente, è un radicale sviluppo del Kh-55 del quale abbandona la fusoliera circolare in cambio di una a corpo portante con caratteristiche stealth. È accreditato di una gittata minima di 2.500 km o, a seconda delle fonti, di 10 ore continuative di volo.
Impiegato per la prima volta dalle forze russe nel corso della Guerra civile siriana, a partire dal 2018 il Kh-101 è stato munito di una suite EW per schermarlo da contromisure elettroniche.
In grado di montare un'ampia gamma di testate convenzionali, la versione destinata al trasporto di testate nucleari è stata designata Kh-102 (in cirillico: Х-102, nome in codice NATO: AS-23b Kodiak).
Al 2021, è in servizio attivo presso le Forze aerospaziali russe.

## Storia
Nel settembre 2023, nel corso di una visita ufficiale del leader supremo della Corea del Nord in Russia, è stata rivelata dal ministro della Difesa Sergej Šojgu l'esistenza di un'evoluzione del Kh-101, il Kh-BD, accreditato di una gittata di 6.500 km. Con tale affermazione sono state smentite alcune voci secondo le quali si riteneva il Kh-101 capace di una gittata prossima ai 10.000 km.

## Piattaforme
- Tu-95MS: 8 missili su quattro piloni sub-alari
- Tu-160: 12 missili distribuiti su due lanciatori a tamburo interni alla stiva da sei missili ciascuno
- Tu-22M3: fino a 4 missili

## Utilizzatori
Russia
- Voenno-vozdušnye sily (VVS)

dal 2012 al 2015
- Vozdušno-kosmičeskie sily (VKS)

dal 2015 - presente